# Jean-Louis Froment
Pour les articles homonymes, voir Froment.
Jean-Louis Froment, né le 17 mai 1944, est un directeur artistique, directeur d'expositions, critique d'art, poète et graveur français. Après avoir été de 1974 à 1996 à la tête du Centre d'arts plastiques contemporains (CAPC) de Bordeaux, il est l'actuel directeur artistique de la Fondation Prince Pierre de Monaco.

## Biographie
Jean-Louis Froment est le fondateur, en 1973, du Centre d'art plastiques contemporains (CAPC), une association qui deviendra, en 1974 avec le soutien de Jacques Chaban-Delmas, le CAPC de Bordeaux. C'est sous sa direction que le CAPC, d'abord nomade, s'installe définitivement dans l'Entrepôt Lainé. Il deviendra un endroit majeur d'expositions d'art contemporain en France révélant les plus grandes figures de l'art contemporain français tels que Christian Boltanski, Daniel Buren, Jean-Charles Blais, Robert Combas, Pascal Convert, Gérard Garouste, Simon Hantaï, Fabrice Hybert, Bernard Pagès, Anne et Patrick Poirier, Annette Messager, Jean-Pierre Raynaud, Georges Rousse, Sarkis, Philippe Thomas ou Claude Viallat. C'est également sous son impulsion que le musée invitera des artistes internationaux de premier plan tels que Vito Acconci, Richard Artschwager, John Baldessari, Miquel Barceló, Matthew Barney, Robert Barry, Georg Baselitz, Clegg & Guttmann, Enzo Cucchi, Jim Dine, Peter Fischli & David Weiss, Dan Flavin, Gilbert & George, Peter Halley, Keith Haring, Cristina Iglesias, On Kawara, Mike Kelley, Anselm Kiefer, Jannis Kounellis, Wolfgang Laib, Sol LeWitt, Richard Long, Mario Merz, Robert Morris, Juan Muñoz, Muntadas, Julian Schnabel, José Maria Sicilia, Richard Serra, Susana Solano, Haim Steinbach, Frank Stella, Hiroshi Sugimoto, Wolfgang Tillmans, Richard Tuttle, Cy Twombly ou Lawrence Weiner.
Commissaire de très nombreuses expositions en France et à l'étranger (Biennale de Venise 1990 et 1993; Chanel, l'art comme univers au Musée Pouchkine de Moscou...),, Jean-Louis Froment devient par la suite le directeur artistique de la Fondation Prince Pierre de Monaco.

## Décorations
- Officier de l'ordre du Mérite culturel de Monaco 2016[5].